# قشلاق قیرلو
قشلاق قیرلو یک روستا در ایران است که در دهستان گوگ‌تپه واقع شده‌است. قشلاق قیرلو ۲۲ نفر جمعیت دارد.